# Grandes Planícies

Mapa das Grandes Planícies

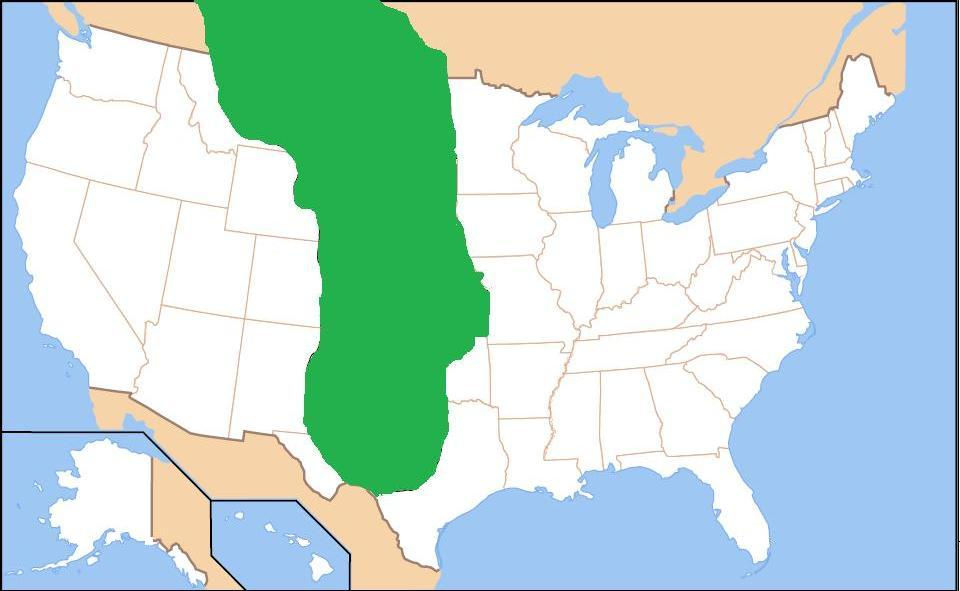
As Grandes Planícies definidas pelo Center for Great Plains Studies da University of Nebraska-Lincoln

Chama-se Grandes Planícies a uma faixa larga de pradarias que se estende a leste das Montanhas Rochosas, nos Estados Unidos e no Canadá. As Grandes Planícies ocupam a totalidade ou regiões dos Estados de Novo México, Texas, Oklahoma, Colorado, Kansas, Nebraska, Wyoming, Montana, Dakota do Sul e Dakota do Norte, nos Estados Unidos, e as províncias canadianas de Saskatchewan e Alberta, onde são denominadas de pradarias, formando assim as Pradarias canadianas.
Algumas linhas de pensamento actuais definem a área ocupada pelas Grandes Planícies como ilustrada neste mapa do Center for Great Plains Studies na Universidade de Nebraska-Lincoln. A fronteira este pelo rio Assiniboine até Winnipeg, Canadá, depois para sul pelo rio Vermelho do Norte até às fronteiras orientais do Dacota do Sul e do Nebraska seguindo com o rio Missouri até Kansas City, descendo a fronteira este de Kansas até Oklahoma onde parte para sudoeste em direcção a Oklahoma City antes de continuar para sul em direcção a Fort Worth e ao Texas central, depois seguindo para oeste em direcção à Big Bend do rio Grande. A região mede aproximadamente 800 quilómetros de leste a oeste e 3200 de norte a sul, sendo grande parte desta área o habitat das manadas de bisontes-americanos (Bison bison) até estas serem dizimadas na segunda metade do século XIX.
As pradarias  americanas encontram-se largamente devastadas, em seu ecossistema natural, sendo os dois maiores agentes responsáveis: a desenfreada expansão urbana, com o avanço dos subúrbios sobre os campos; e o cultivo de soja, milho e outros grãos, que encontrou no clima, que possui um regime regular de chuvas, terreno fértil para sua expansão.

## Divisões

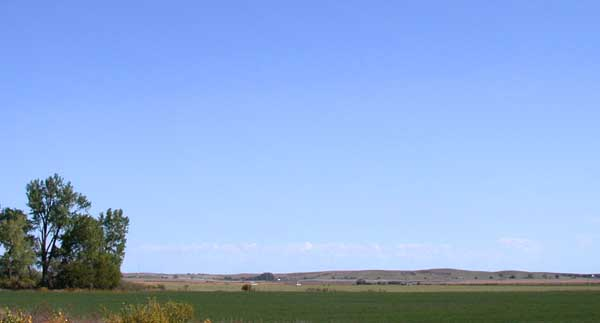
As Grandes Planícies perto de Kearney no Nebraska.

As Grandes Planícies são a porção mais ocidental das Planícies Interiores norte-americanas, que se estendem a este até ao Planalto Apalache.  O United States Geological Survey divide a porção estado-unidense das Grandes Planícies em dez subdivisões:
- Planalto do Missouri glaciado (Coteau du Missouri ou Missouri Plateau) – centro-este do Dakota do Sul, norte e este do Dakota do Norte e nordeste do Montana.
- Planalto do Missouri não glaciado – oeste e sudoeste do Dakota do Sul, nordeste do Wyoming, sudeste do Montana.
- Black Hills – oeste do Dakota do Sul.
- High Plains – este do Novo México, noroeste do Texas, oeste do Oklahoma, este do Colorado, oeste do Kansas, maior parte do Nebraska (incluindo os Sand Hills) e sudeste do Wyoming.
- Fronteira das Planícies (Plains Border) – Kansas central e norte do Oklahoma (incluindo os Flint Hills ou Bluestem Pastures, os Red Hills e os Smoky Hills).
- Colorado Piedmont – este do Colorado.
- Raton – nordeste do Novo México.
- Vale Pecos – este do Novo México.
- Planalto de Edwards (Edwards Plateau) – centro-sul do Texas.
- Central Texas Uplift.

O termo High Plains é utilizado também num sentido mais genérico, para denominar as regiões de maior altitude das Grandes Planícies, que estão maioritariamente a oeste do 100º meridiano oeste. Este meridiano corresponde aproximadamente à separação da área das Grandes Planícies que recebe 500 mm ou mais de precipitação anual, da área em que a precipitação é inferior aos 500 mm anuais. Neste contexto, as High Plains são uma estepe semi-árida na qual as principais actividades são a criação de ranchos e marginalmente agricultura. A região é periodicamente afectada por longos períodos de seca, e, quando os ventos são fortes, tempestades de areia devastadoras.
Durante o Cretáceo (145 a 65 milhões de anos atrás), as Grandes Planícies estavam cobertas pelo Mar Interior Norte-Americano (em inglês conhecido sobretudo como Western Interior Seaway), um mar de baixa profundidade. Contudo, durante o Cretáceo Superior até ao Paleoceno (65 a 55 milhões de anos atrás), a área ocupada por esta via marítima começou a diminuir deixando o terreno bastante plano e com uma espessa camada de vestígios marinhos.

## História

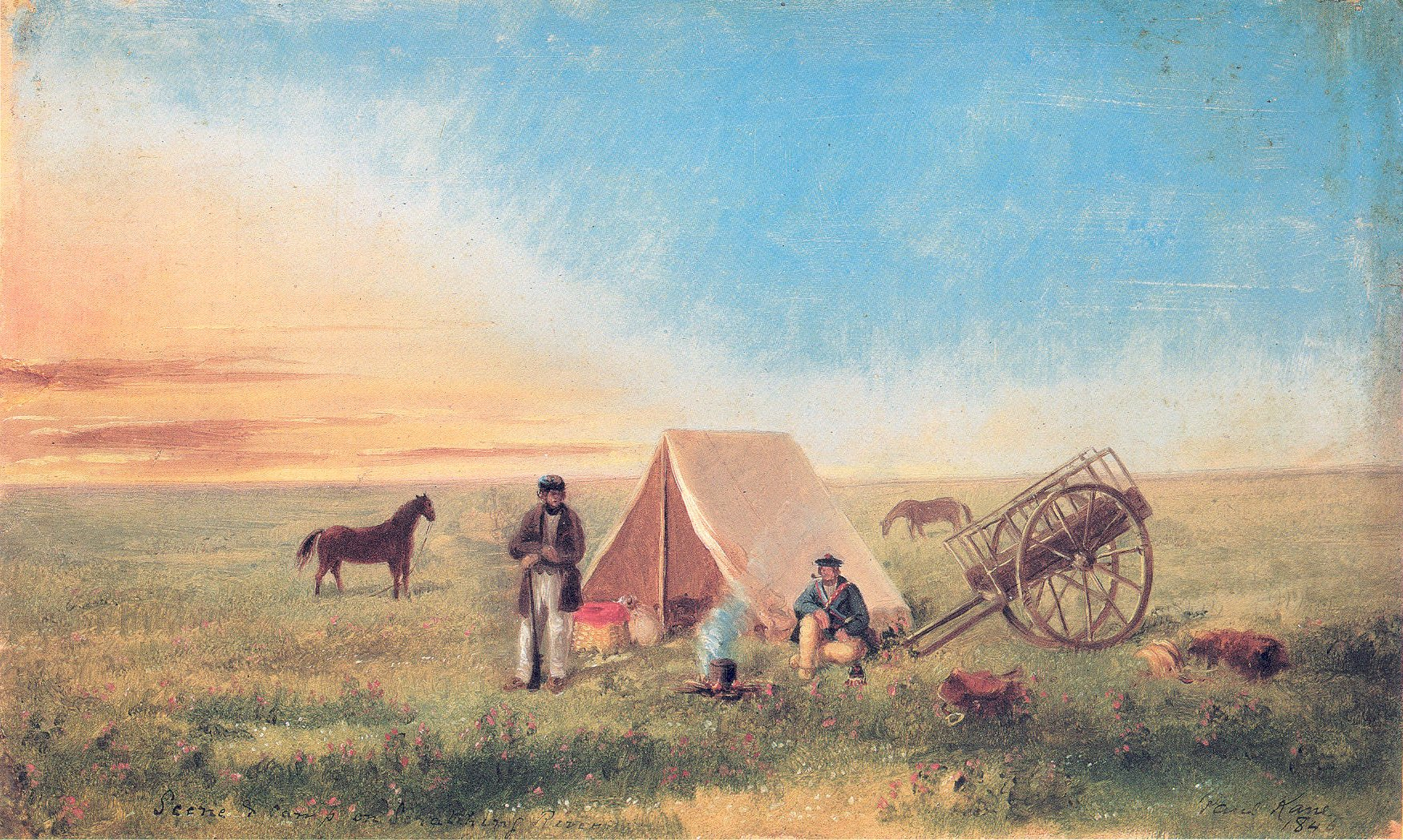
Paul Kane,Camping on the Prairie óleo sobre papel obra de 1846. Esta cena retrata o próprio Paul Kane (1810-1871) acompanhado voltando das planícies do Dakota para Upper Fort Garry após a caçada anual ao búfalo dos Métis, na qual Kane participou.

### Antes da colonização europeia
Historicamente, as Grandes Planícies eram domínio dos bisonte e dos Índios das Planícies que os caçavam, as tribos Pikuni, Crows, Sioux, Cheyenne, Arapaho, e Comanche, entre outros. A porção oriental das Grandes Planícies era habitada por tribos semi-sedentárias, que viviam em cabanas de terra como os Arikara, os Mandan, os Pawnee e os Wichita.

### Contacto com os europeus
Com a chegada de Francisco Vásquez de Coronado um conquistador espanhol enviado pelo Vice-rei da Nova Espanhe, Antonio de Mendoza, assistiu-se à primeira incursão europeia nas Grandes Planícies, na zona que é actualmente partilhada pelo Texas, Kansas e Nebraska, de 1540 a 1542. Também neste período, Hernando de Soto, atravessou as Grandes Planícies na direcção oeste-noroeste, territórios que hoje em dia pertencem ao Oklahoma e ao Texas, percurso que se denomina hoje por De Soto Trail. Os espanhóis pensaram então que iriam encontrar nas Grandes Planícies as míticas sete cidades de ouro.
Nos séculos seguintes, o negócio das peles trouxe milhares de europeus às Grandes Planícies, caçadores de peles franceses, espanhóis, britânicos, russos e dos jovens Estados Unidos percorreram parte da região. Com a compra da Luisiana em 1803 e a subsequente Expedição de Lewis e Clark em 1804, as Grandes Planícies tornaram-se mais acessíveis. Um centro importante de venda de peles foi instalado em Fort Lisa  à beira do rio Missouri no Nebraska, tendo estas primeiras implantações aberto a porta para uma vasta expansão para o oeste, com povoações em breve cobrindo a totalidade das Grandes Planícies.

### Exploração
Após os conquistadores espanhóis em 1540 e a exploração de 1722, pelo francês Jean-Baptiste Bénard de la Harpe, e outros, a Expedição de Lewis e Clark, que decorreu entre 1804 e 1806, foi a primeira expedição americana a atravessar os Estados Unidos, e portanto, também as Grandes Planícies, até ao Oceano Pacífico. Thomas Jefferson tinha conseguido do Congresso a atribuição de uma subvenção de 2500 dólares a este projecto.
A Expedição Pike, conduzida pelo capitão Zebulon Pike do US Army de 15 de Julho de 1806 a 1 de Julho de 1807, tinha como objectivo a  exploração do sul e do oeste dos territórios recém-adquiridos à França pela compra da Luisiana.

### Primeiros assentamentos
Em 1722, o explorador francês Jean-Baptiste Bénard de la Harpe construiu um entrepostos comercial num lugar denominado "la petite roche" (francês para "a pequena rocha") que viria a tornar-se mais tarde Little Rock.
O Fort Lisa foi construído pelo caçador de peles Manuel Lisa, e outros, a Expedição de Lewis e Clark (1772-1820), no local onde fica actualmente North Omaha, entre 1810 e 1812, pela sociedade que criou juntamente com William Clark, a St. Louis Missouri Fur Company. A famosa Expedição Astor passou provavelmente pelo forte em 1811.
O Fontenelle's Post foi erguido pela Missouri Fur Company ao longo do rio Missouri, próximo do que é hoje em dia Bellevue (Nebraska) em 1822. O Fontenelle's Post é também denominado por vezes de Sarpy's Point, Point of the Pulls, Pull Point, Nebraska Post Office, Council Bluffs Post Office, e também Traders Point. Em 1828 Lucien Fontenelle, um negociante de peles franco-americano representante da American Fur Company, comprou o entreposto e tornou-se o agente principal, em 1832 vendeu-o ao governo dos EUA, que passou a usá-lo para a Missouri River Indian Agency (ou Bellevue Agency) até cerca de 1842.
O Cabanne's Trading Post construído em 1822, também conhecido como Fort Robidoux, devido ao caçador de peles Joseph Robidoux(1783-1868). Desde a sua abertura ficou conhecido pelo nome de "French Company", ou simplesmente Cabanne's Post, devido ao nome do seu primeiro gerente, Jean-Pierre Cabanne (1773-1841) e fica situado a uma quinzena de quilómetros a norte de Omaha. Será um elemento importante nas relações entre os Estados Unidos e os povos nativos dos Estados Unidos.

Albert Bierstadt: Os últimos búfalos.

A colonização das Grandes Planícies levou à quase-extinção do búfalo.  e à deslocação dos nativos americanos para reservas pela década de 1870. Uma parte importante das Grandes Planícies tornaram-se pradarias onde estavam estabelecidos enormes ranchos onde qualquer pessoa era, em princípio, livre para fazer criação de gado. Pela Primavera e Outono, o gado era recolhido, sendo os vitelos marcados e o gado posto à venda. A prática desta actividade, em inglês ranching começou no Texas e gradualmente foi-se desenvolvendo cada vez mais a norte. O gado texano era conduzido para norte para as cidades providas de caminho de ferro Dodge City no Kansas e Ogallala, no  Nebraska; daí o gado era enviado para este. Muitos investidores estrangeiros, particularmente britânicos, financiavam os grandes ranchos da época. O acumular de stock e o terrível Inverno de 1886 acabaram por resultar num desastre, com muito gado a morrer de frio e fome, de então em diante os rancheiros começaram a cultivar também alimento para o gado, para que tivessem reservas de alimento para o Inverno.

Homesteaders no Nebraska central em 1866.

A Lei da Propriedade Rural (publicada com o nome Homestead Act) de 1862 permitiu aos colonos reclamarem até 160 acres (65 hectares) de terreno, desde que lá vivesse por um período de cinco anos e o cultivasse. Isto foi posteriormente expandido pelo Kinkaid Act passando a incluir uma secção inteira (quadrado com uma milha de lado). Centenas de milhar de pessoas reclamaram para si propriedades destas, por vezes construindo casas de erva usando o próprio solo do terreno que reclamavam. Muitos dos colonos não eram agricultores de sequeiro experientes pelo que os fracassos eram frequentes. Alemães de origem russa que já tinham trabalhado na agricultura em circunstâncias semelhantes, na actual Ucrânia tiveram um sucesso marginalmente superior do que o proprietário rural normal. Uma lei criada para o mesmo fim, a Dominion Lands Act, foi publicada em 1871 no Canadá.

### Século XX

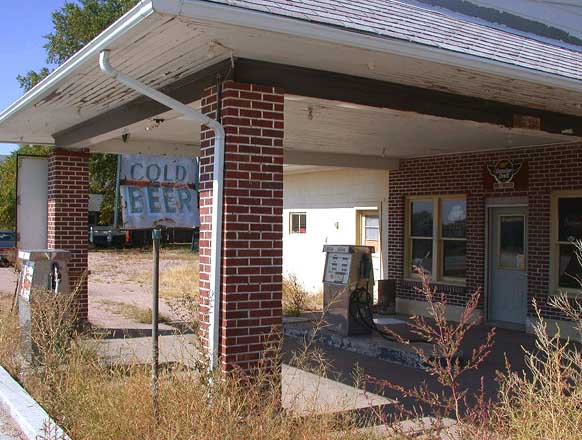
Bomba de gasolina abandonada a oeste de North Platte, Nebraska.

A região centrada aproximadamente no cabo de frigideira (panhandle) do Oklahoma, incluindo o sudete do Colorado, o sudoeste do Kansas, o Panhandle do Texas, e o extremo nordeste do Novo México foi conhecido como Dust Bowl durante o final da década de 1920 e a década de 1930. O efeito da seca combinado com as sequelas da Grande Depressão, obrigou muitos agricultores a abandonarem as suas terras um pouco por todos os locais das Grandes Planícies.
Desde a década de 1950 em diante, muitas áreas das Grandes Planícies tornaram-se áreas de culturas produtivas devido à irrigação extensiva. A parte sul das Grandes Planícies estende-se sobre o aquífero de Ogallala, um vasto lençol freático datado da última Era do Gelo. Rega por Pivô central de irrigação é muito empregado em secções mais secas das Grandes Planícies. Como consequência o ritmo de esgotamento do aquífero é superior à capacidade do solo se restabelecer.
As zonas rurais das Grandes Planícies perderam um terço da sua população desde 1920, havendo várias centenas de milhar de milhas quadradas  das Grandes Planícies com uma densidade populacional inferior a seis pessoas por milha quadrada — o valor de densidade que Frederick Jackson Turner usou para declarar a fronteira americana "fechada" em 1893 – e muitas inferior a duas pessoas por milha quadrada. Existem mais de 6000 cidades fantasma só no estado do Kansas, de acordo com o historiador Daniel C. Fitzgerald. Este problema é extremado pela falta de alternativa às quintas e pela dificuldade em atrair indústria moderna à região, além disso a população escolar tem sido reunida em distritos escolares cada vez maiores tendo-se fechado liceus em algumas comunidades. Esta perda continuada de população origina especulação no sentido de saber se as partes mais secas das Grandes Planícies serão de facto sustentáveis, propondo-se como solução que parte destas zonas sejam repostas como pradarias para a pastagem de búfalos, uma proposta conhecida como Buffalo Commons

## Características naturais

### Geologia
Durante a última glaciação do Quaternário (denominada glaciação do Wisconsin no continente americano), os loess formaram-se na região do Mississippi.

### Clima
O clima da maior parte das Grandes Planícies é semiárido, o que corresponde a uma amplitude térmica elevada e a chuvas ocasionais e imprevisíveis. Em grande parte da região a pluviosidade não é suficiente para manter árvores, pelo que a vegetação rasteira domina. No norte de Alberta e nos Territórios do Noroeste o Verão é mais curto e fresco de tal forma que uma floresta de coníferas subsiste. Existe uma quantidade de estudos acerca das alterações climáticas nas Grandes Planícies.
| Gráfico climático para Wichita, Kansas, 37° 41′ 20″ N, 97° 20′ 10″ O | Gráfico climático para Wichita, Kansas, 37° 41′ 20″ N, 97° 20′ 10″ O | Gráfico climático para Wichita, Kansas, 37° 41′ 20″ N, 97° 20′ 10″ O | Gráfico climático para Wichita, Kansas, 37° 41′ 20″ N, 97° 20′ 10″ O | Gráfico climático para Wichita, Kansas, 37° 41′ 20″ N, 97° 20′ 10″ O | Gráfico climático para Wichita, Kansas, 37° 41′ 20″ N, 97° 20′ 10″ O | Gráfico climático para Wichita, Kansas, 37° 41′ 20″ N, 97° 20′ 10″ O | Gráfico climático para Wichita, Kansas, 37° 41′ 20″ N, 97° 20′ 10″ O | Gráfico climático para Wichita, Kansas, 37° 41′ 20″ N, 97° 20′ 10″ O | Gráfico climático para Wichita, Kansas, 37° 41′ 20″ N, 97° 20′ 10″ O | Gráfico climático para Wichita, Kansas, 37° 41′ 20″ N, 97° 20′ 10″ O | Gráfico climático para Wichita, Kansas, 37° 41′ 20″ N, 97° 20′ 10″ O |
| -------------------------------------------------------------------- | -------------------------------------------------------------------- | -------------------------------------------------------------------- | -------------------------------------------------------------------- | -------------------------------------------------------------------- | -------------------------------------------------------------------- | -------------------------------------------------------------------- | -------------------------------------------------------------------- | -------------------------------------------------------------------- | -------------------------------------------------------------------- | -------------------------------------------------------------------- | -------------------------------------------------------------------- |
| J                                                                    | F                                                                    | M                                                                    | A                                                                    | M                                                                    | J                                                                    | J                                                                    | A                                                                    | S                                                                    | O                                                                    | N                                                                    | D                                                                    |
| 20 4 -7                                                              | 24 8 -5                                                              | 62 14 1                                                              | 61 20 7                                                              | 97 25 12                                                             | 110 30 18                                                            | 80 34 21                                                             | 77 33 20                                                             | 89 27 15                                                             | 56 21 8                                                              | 40 13 1                                                              | 31 6 -5                                                              |
| Temperaturas em °C • Precipitações em mmFonte: World Climate         |                                                                      |                                                                      |                                                                      |                                                                      |                                                                      |                                                                      |                                                                      |                                                                      |                                                                      |                                                                      |                                                                      |

### Água
O rio Missouri, o maior dos Estados Unidos, é o maior curso de água das Grandes Planícies, mas existem ainda outros rios de dimensão apreciável, muitos dos quais afluentes do Missouri que fazem com que este rio drene quase na totalidade a porção semi-árida das Grandes Planícies.

## Flora e fauna
Por existirem diferentes habitats e microclimas diversos tipos de plantas e animais vivem nas Grandes Planícies, apenas no Kansas os registos apontam para a existência de 87 espécies de mamíferos, 457 de pássaros, 67 espécies de cobras, lagartos e tartarugas, 32 espécies de anfíbios, 142 espécies de peixe e aproximadamente 20.000 espécies de invertebrados (onde estão incluídas 15.000 de insectos).
Existem ainda 46 espécies de mexilhões da família Unionidae, cerca de 200 espécies plantas lenhosas e mais de 800 de plantas floridas não lenhosas, além de 150 espécies de ervas.
Representantes da fauna:
- Cão-da-pradaria (Cynomys)
- Spermophilus
- Bisonte (Bison bison)
- Coyote (Canis latrans)
- Águia-real (Aquila Chrysaetos)
- Tetraz-das-pradarias (Tympanuchus cupido)
- Cascavel (Crotalus)

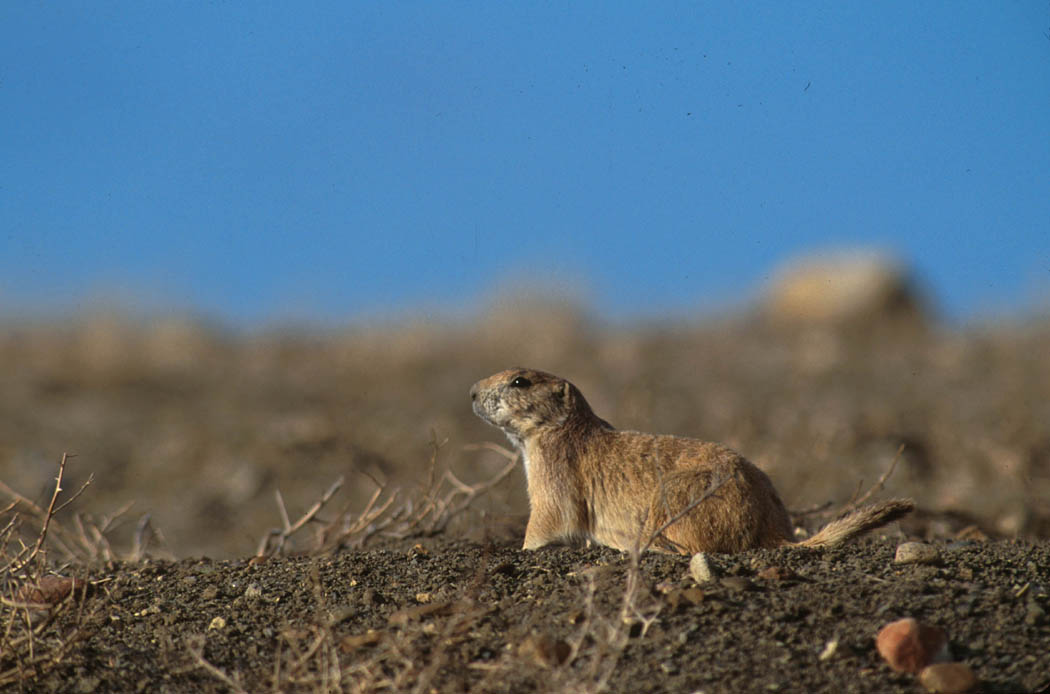
Cão-da-pradaria
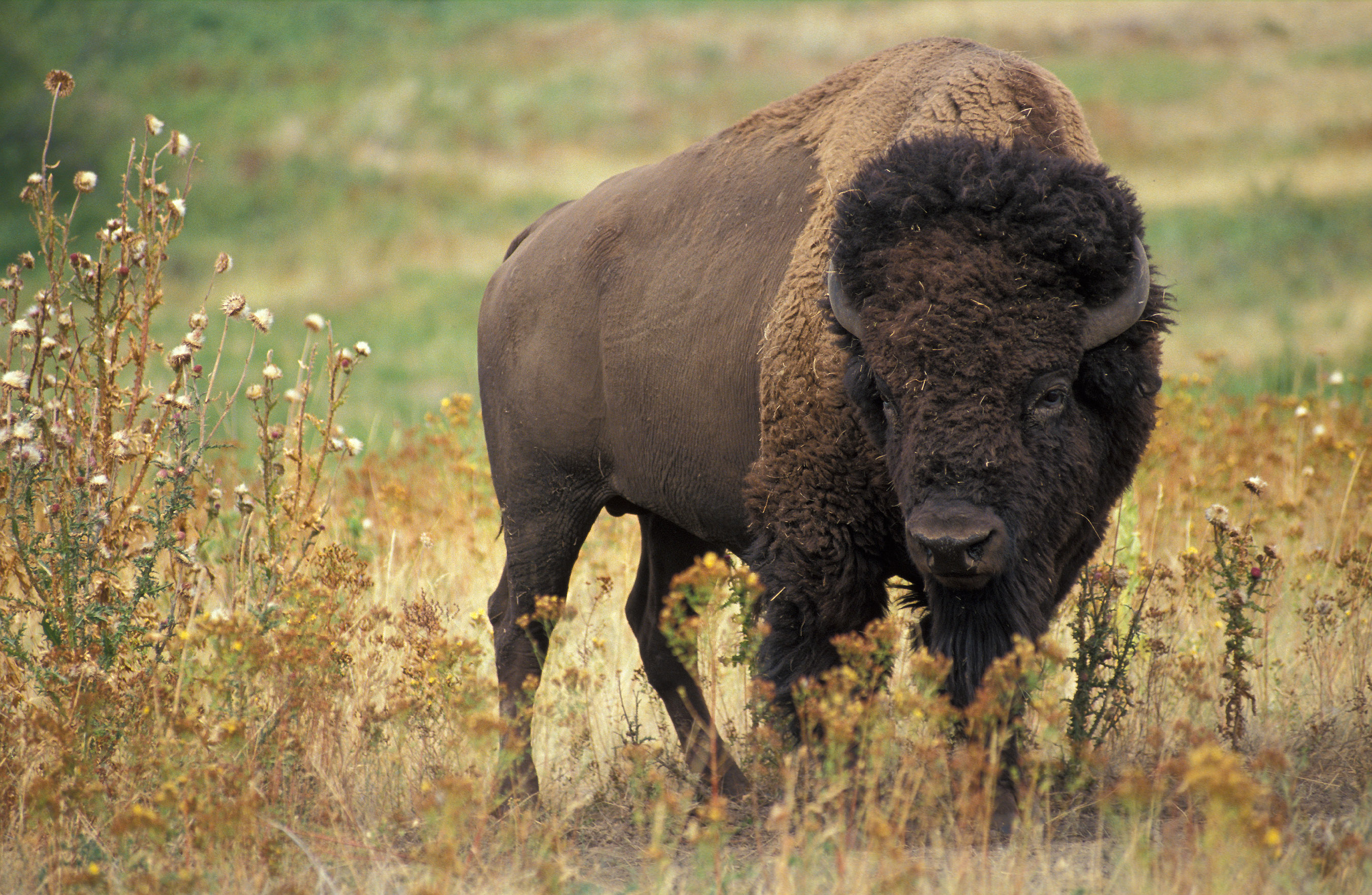
Bisonte
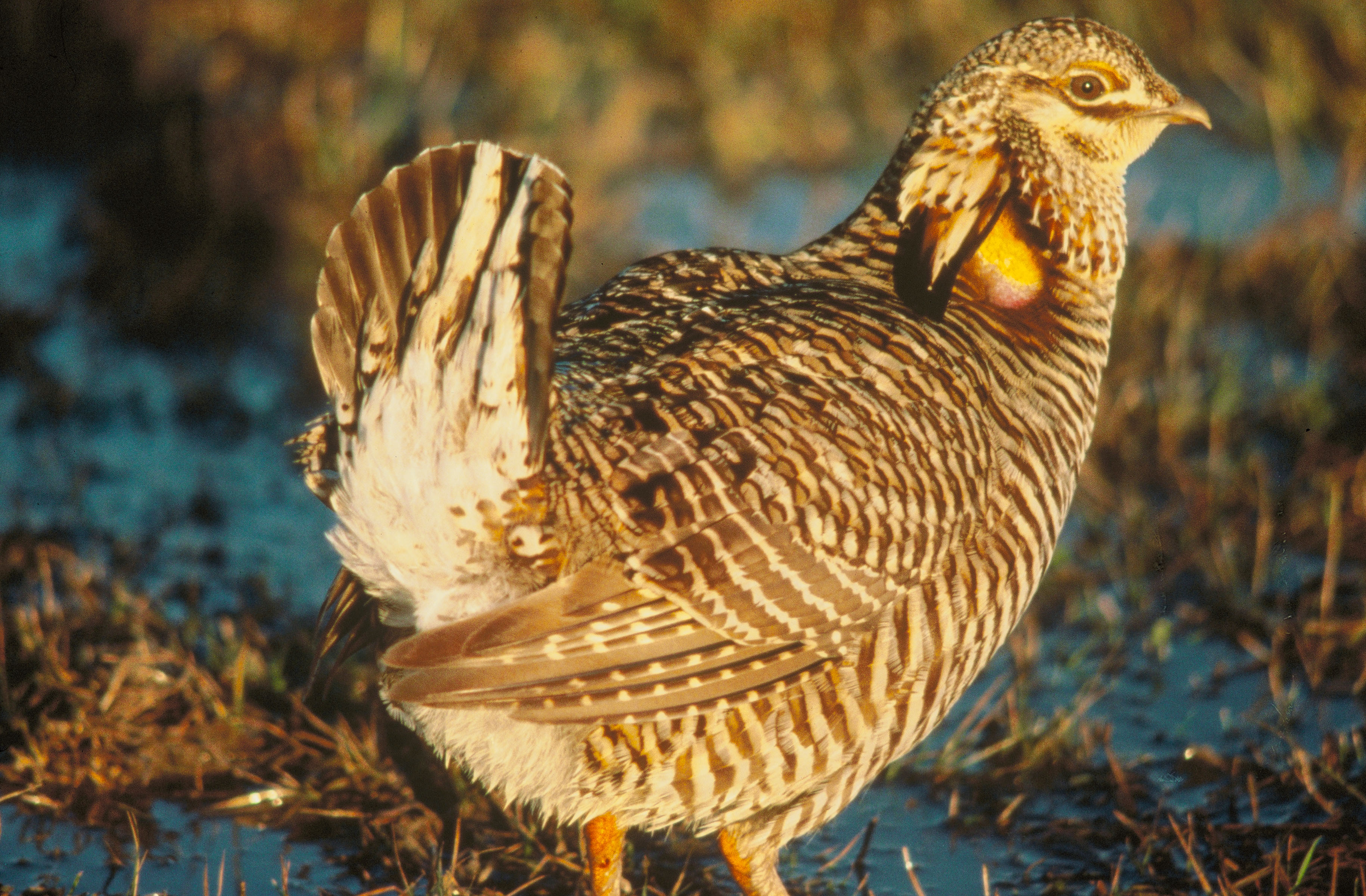
Tetraz-das-pradarias
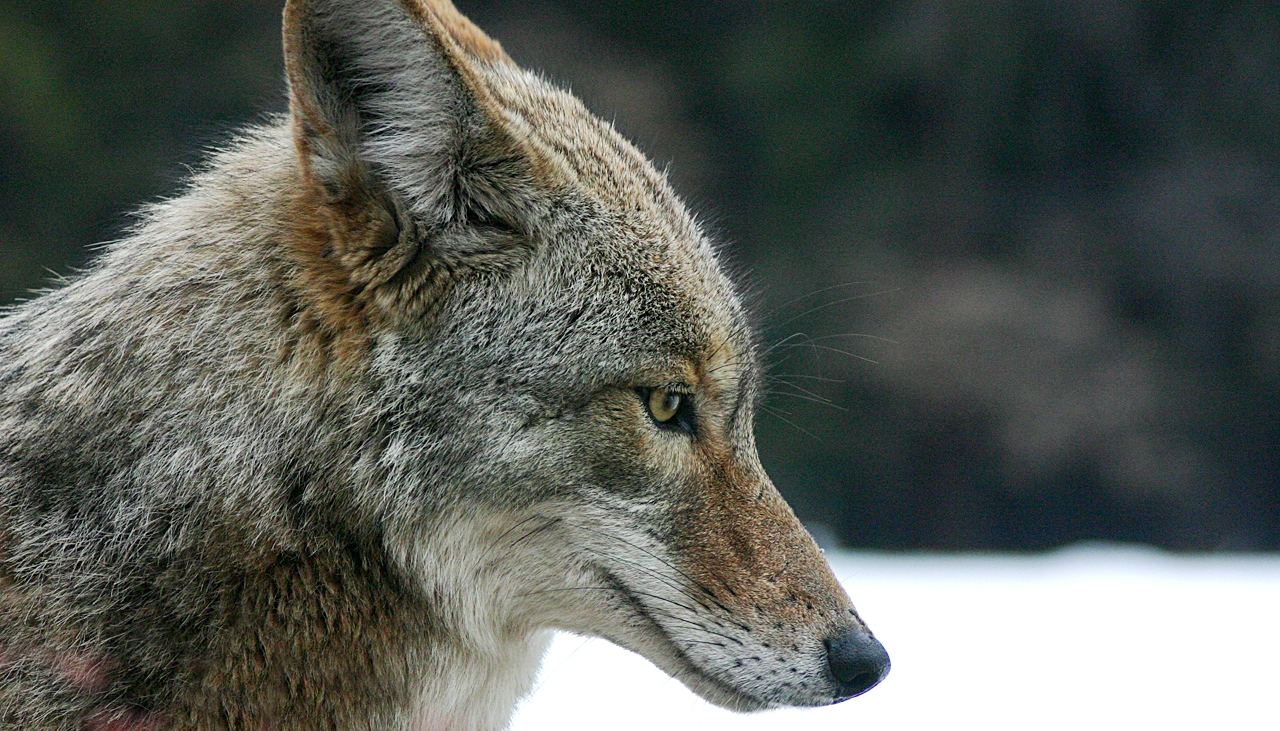
Coyote

## Demografia
Na actualidade, as Grandes Planícies registam um saldo migratório negativo, e note-se que apesar de representarem 15% do território dos Estados Unidos, possuem apenas 3% da população do país.

### Principais centros urbanos
| Cidade           | Estado          | População da cidade Milhões hab. (2006) | População da metrópole Milhões hab. (2006) |
| ---------------- | --------------- | --------------------------------------- | ------------------------------------------ |
| Dallas           | Texas           | 1,25                                    | 6,0 (Fort Worth Metroplex )                |
| Houston          | Texas           | 2,1                                     | 5,5                                        |
| Minneapolis      | Minnesota       | 0,38                                    | 3,5 (Minneapolis-Saint Paul)               |
| Denver           | Colorado        | 0,56                                    | 2,6                                        |
| Kansas City      | Missouri/Kansas | 0,59                                    | 2,0                                        |
| Austin           | Texas           | 0,9                                     | 1,6                                        |
| Oklahoma City    | Oklahoma        | 0,54                                    | 1,25                                       |
| Tulsa            | Oklahoma        | 0,5                                     | 0,9                                        |
| Omaha            | Nebraska        | 0,4                                     | 0,8                                        |
| Colorado Springs | Colorado        | 0,37                                    | 0,58                                       |
| Des Moines       | Iowa            | 0,2                                     | 0,53                                       |
| Little Rock      | Arkansas        | 0,2                                     | 0,65                                       |
| Wichita          | Kansas          | 0,35                                    | 0,58                                       |
| Fort Worth       | Texas           | 0,65                                    | 6,0 (Fort Worth Metroplex)                 |
| Saint Paul       | Minnesota       | 0,29                                    | 3,5 (Minneapolis-Saint Paul)               |

| Cidade    | Estado       | População da cidade Milhões hab. (2007) | População da metrópole Milhões hab. (2007) |
| --------- | ------------ | --------------------------------------- | ------------------------------------------ |
| Winnipeg  | Manitoba     | 0,63                                    | 0,69                                       |
| Saskatoon | Saskatchewan | 0,2                                     | 0,23                                       |

## Economia

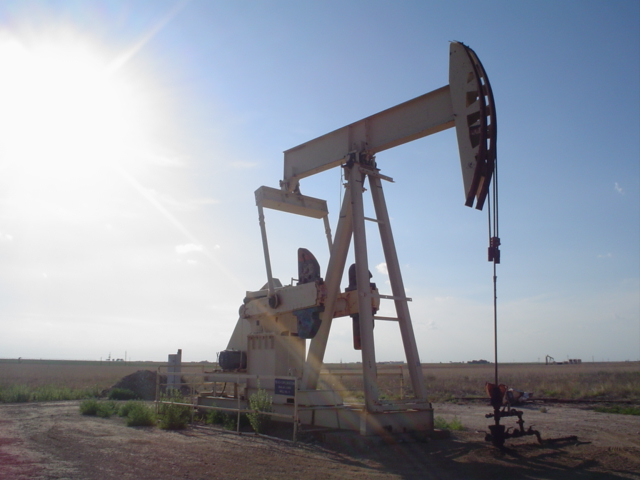
Extracção de petróleo nas proximidades de Lubbock, Texas.

Ao longo do século XX as Grandes Planícies ficaram despovoadas devido à crise das actividades económicas na região, mas no início do século XXI experimentam uma revitalização da economia graças ao eco-turismo, ao crescimento da procura de produtos de origem biológica, e a um aumento da caça e de outras actividades de lazer na região.
A economia da região está fortemente ligada à indústria do gás natural e do petróleo, presente sobretudo na parte Sul, sendo uma fonte de riqueza muito importante para a região. As cidades desta região, Houston, Dallas e Tulsa sobretudo tornaram-se centros económicos importantes para os Estados Unidos. A agricultura e a pastorícia são traditionalmente as actividades mais importantes da parte Norte, sendo as culturas de mais destaque as de trigo, milho e soja.